# David Garden
David Garden (20 juni 2004) is een Nederlands voetballer die doorgaans als aanvaller speelt. Hij komt uit voor K.v.v. Quick Boys.

## Carrière
Garden doorliep de jeugd van Sparta Rotterdam. Hij speelde nooit in het eerste, maar kwam 31 keer uit voor Jong Sparta in de Tweede divisie.
Medio 2023 maakte Garden de overstap naar FC Eindhoven, dat uitkwam in de Keuken Kampioen Divisie. Hij maakte zijn debuut in de eerste speelronde van het seizoen 2023/24 tegen Willem II (1-1). Hij verving in de 76e minuut Evan Rottier. Hij maakte zijn eerste doelpunt tegen MVV Maastricht op 2 oktober (1-0). 
In de zomer van 2024 verhuurde Eindhoven hem aan Almere City FC, waar hij vooral minuten maakte bij het reserve-elftal in de Tweede divisie.
Medio 2025 ging Garden transfervrij naar K.v.v. Quick Boys.

## Statistieken
| Seizoen | Club                  | Competitie     | Competitie | Competitie | Beker | Beker | Overig | Overig | Totaal | Totaal |
| Seizoen | Club                  | Competitie     | Wed.       | Dlp.       | Wed.  | Dlp.  | Dlp.   | Dlp.   | Wed.   | Dlp.   |
| ------- | --------------------- | -------------- | ---------- | ---------- | ----- | ----- | ------ | ------ | ------ | ------ |
| 2021/22 | Jong Sparta Rotterdam | Tweede divisie | 2          | 0          | –     | –     | –      | –      | 2      | 0      |
| 2022/23 | Jong Sparta Rotterdam | Tweede divisie | 29         | 8          | –     | –     | –      | –      | 29     | 8      |
| 2023/24 | FC Eindhoven          | Eerste divisie | 18         | 1          | 2     | 0     | 0      | 0      | 20     | 1      |
| 2024/25 | FC Eindhoven          | Eerste divisie | 1          | 0          | 0     | 0     | 0      | 0      | 1      | 0      |
| 2024/25 | → Almere City FC      | Eredivisie     | 0          | 0          | 0     | 0     | 0      | 0      | 0      | 0      |
| 2024/25 | → Jong Almere City FC | Tweede divisie | 21         | 10         | –     | –     | –      | –      | 29     | 13     |
| 2025/26 | K.v.v. Quick Boys     | Tweede divisie | 1          | 0          | 0     | 0     | –      | –      | 1      | 0      |
| Totaal  |                       |                | 80         | 22         | 2     | 0     | 0      | 0      | 82     | 22     |

Bijgewerkt op 18 augustus 2025.